# Dampierre-en-Yvelines
Dampierre-en-Yvelines település Franciaországban, Yvelines megyében. Lakosainak száma 1003 fő (2022. január 1.). Dampierre-en-Yvelines Choisel, Les Essarts-le-Roi, Lévis-Saint-Nom, Le Mesnil-Saint-Denis, Saint-Forget és Senlisse községekkel határos.

## Népesség
A település népességének változása:
| Lakosok száma | 1063 | 1040 | 1037 | 1030 | 1022 | 1012 | 1000 | 1003 |
|               | 2013 | 2015 | 2017 | 2018 | 2019 | 2020 | 2021 | 2022 |